# 山田元義
山田 元義（やまだ もとよし、生没年不詳）は、戦国時代の武将、土佐国の戦国大名。土佐七雄と称された山田氏の最後の当主。受領名を治部少輔、丹波守と称した。諱は基通とも。

## 生涯
山田氏は一条忠頼の家臣だった中原秋家が土佐国香美郡宗我郷（現:高知県香南市野市町）の地頭となった後、地頭職を忠頼の遺児、秋通に譲り、自身は同郡山田（現:香美市土佐山田町）に移り住んだことが始まりとされる。
戦国時代、山田氏は山田郷・韮生郷・枝山郷・香我美郷の一部を支配し、土佐七雄に数えられる程の勢力を誇った。
永正8年（1508年）5月、元義は本山茂宗に呼応し、大平元国や吉良宣忠とともに岡豊城を襲撃して長宗我部兼序を自害に追い込んだ。また、この戦いによって勢力を伸ばした元義は3千貫もの所領を有したという。
しかし元義は茶の湯や猿楽、能にのめり込んで政治を疎かにし、城主としての務めを果たそうとしないその姿は「月に酔い花に興じて、漸く武道もすたれる」と言われた。山田氏重臣の西内常陸や山田監物らは再三にわたり元義を諫めたが、元義は耳を貸さず、西内・山田を蟄居させた。
天文18年（1549年）、長宗我部国親の重臣である吉田重俊が一計を案じて西内常陸の居城・烏ヶ森城に身を寄せる加藤飛騨を唆して西内を斬殺させた。しかし、西内を失ったのにもかかわらず、元義の行状は一向に改まらず、相変わらず能や茶の湯に興じていたという。
その後、長宗我部勢は元義の居城である楠目城を襲撃した。『土佐物語』によると、「猿楽を集め能に好む事甚だし」とあり、元義は芝居小屋で遊興に耽っていたとされる。この時、雪ヶ峰城に蟄居していた山田監物は百騎あまりの兵を率いて馳せ参じるが、長宗我部家臣の江村親家によって討ち取られた。これにより山田勢は総崩れとなり、元義は山伝いで東の韮生郷に落ち延びたという。
その後、元義は現在の物部町久保で没し、予岳寺に葬られたとも、阿波国に落ち延びたとも伝えられている。